# North Browning
North Browning és una concentració de població designada pel cens dels Estats Units a l'estat de Montana. Segons el cens del 2000 tenia 2.200 habitants.

## Demografia
Segons el cens del 2000, North Browning tenia 2.200 habitants, 600 habitatges, i 495 famílies. La densitat de població era de 287,9 habitants per km².
Dels 600 habitatges en un 53,3% hi vivien nens de menys de 18 anys, en un 46,3% hi vivien parelles casades, en un 29,5% dones solteres, i en un 17,5% no eren unitats familiars. En el 16,2% dels habitatges hi vivien persones soles el 3% de les quals corresponia a persones de 65 anys o més que vivien soles. El nombre mitjà de persones vivint en cada habitatge era de 3,53 i el nombre mitjà de persones que vivien en cada família era de 3,98.
Per edats la població es repartia de la següent manera: un 38,7% tenia menys de 18 anys, un 11,2% entre 18 i 24, un 29,4% entre 25 i 44, un 16,4% de 45 a 60 i un 4,3% 65 anys o més.
L'edat mediana era de 25 anys. Per cada 100 dones de 18 o més anys hi havia 95,4 homes.
La renda mediana per habitatge era de 24.399 $ i la renda mediana per família de 26.071 $. Els homes tenien una renda mediana de 21.094 $ mentre que les dones 25.644 $. La renda per capita de la població era de 8.572 $. Aproximadament el 27,6% de les famílies i el 35,7% de la població estaven per davall del llindar de pobresa.

## Poblacions més properes
El següent diagrama mostra les poblacions més properes.